# 沃尔 (南达科他州)
沃尔（英語：Wall）是美国南达科他州下属的一座城鎮。根据2010年美国人口普查，该鎮有人口781人。论人口在本州排行第79。